# موسيس كاس
موسيس هنري كاس (بالإنجليزية: Moses Henry Cass) والمعروف باسم موس كاس (18 فبراير 1927 – 26 فبراير 2022)، كان طبيبًا وسياسيًا أستراليًا، شغل مناصب وزارية في حكومة غوف وايتلام، وكان من أبرز الشخصيات في قضايا البيئة والتخطيط الحضري خلال سبعينيات القرن العشرين.

## حياته المبكرة
ولد موس كاس في مدينة ناروب في كينيا لأبوين يهوديين من أصل أوروبي، وهاجر إلى أستراليا مع أسرته في سن مبكرة. درس الطب وأصبح طبيبًا عامًا قبل دخوله العمل السياسي.

## حياته السياسية
انضم كاس إلى حزب العمال الأسترالي، وانتُخب عضوًا في مجلس النواب الأسترالي عن دائرة ماروبي في ملبورن عام 1969. خلال حكومة غوف وايتلام، شغل عدة مناصب وزارية منها:
- وزير البيئة والحفاظ عليها (1972–1975)
- وزير الإعلام المؤقت
- وزير التخطيط والتطوير العمراني

عرف كاس بدعمه للقضايا البيئية وتطوير السياسات الحضرية، كما كان من أوائل السياسيين الأستراليين الذين نادوا بحماية البيئة الطبيعية في البلاد، بما في ذلك الحفاظ على الغابات والأنهار.

## حياته بعد السياسة
بعد خسارته مقعده في البرلمان عام 1983، انسحب كاس من الحياة السياسية، وركّز على العمل في مجالات البيئة والكتابة والنشاط المجتمعي.

## وفاته
توفي موس كاس في 26 فبراير 2022، عن عمر ناهز 95 عامًا.